# Powiat Nagykáta
Powiat Nagykáta (węg. Nagykátai járás) – jeden z piętnastu powiatów komitatu Pest na Węgrzech. Jego powierzchnia wynosi 711,85 km². W 2009 liczył 76 909 mieszkańców (gęstość zaludnienia 108 os./1 km²). Siedzibą władz jest miasto Nagykáta.

## Miejscowości powiatu Nagykáta
- Farmos
- Kóka
- Nagykáta
- Pánd
- Szentlőrinckáta
- Szentmártonkáta
- Tápióbicske
- Tápiógyörgye
- Tápióság
- Tápiószecső
- Tápiószele
- Tápiószentmárton
- Tóalmás
- Sülysáp
- Mende
- Úri